# Корга (остров, Ненецкий автономный округ)
Корга — остров на юге Баренцева моря в Ненецком автономном округе.

## География
Представляет собой песчаную косу, расположенную на отмели у восточного берега полуострова Канин, возле устья реки Восточная Камбальница и одноимённой заброшенной деревни. На юге соседствует с островами Камбальницкие Кошки. Северо-западнее на безымянной косе расположен мыс Лайденный.
На острове находится световой знак Восточная Камбальница.
Глубина прилегающей акватории — 1—4 метра. Средняя величина прилива — 2—3 метра.